# Садыкова, Мукарама Хафизовна
Мукарама Хафизовна Садыкова (род. 25 мая 1931 года) — башкирская писательница, драматург, диктор. Член Союза писателей Республики Башкортостан. Заслуженный работник культуры БАССР.

## Биография
Садыкова Мукарама Хафизовна родилась 25 мая 1931 года в с. Ермекеево Ермекеевского района Башкортостана.
В шесть лет осталась без матери, отец пропал без вести на войне в 1943 году. Девочка воспитывалась у родных. В 1947 году Мукарама Садыкова как сирота попала в Белебеевский детприемник. Через год была направлена на работу в Уфимский лесозавод.
В 1949 году поступила учиться в театральное училище в Уфе. Учась в училище, по совместительству работала диктором в радиокомитете Башкортостана. Получила образование также на заочном отделении Литературного института при Союзе писателей СССР.
Работала в редакции газеты «Пионер Башкортостана», заведующей Бюро пропаганды литературы в Союзе писателей Башкортостана.
Писать стихи начала в 50-х годах XX века. Печаталась в местных газетах и журналах. Позже перешла писать прозу. Первый её сборник рассказов «Знакомые» был издан в 1959 году. М.Садыкова работает также в области драматургии. Её драмы ставились сцене Целинного театра БАССР (г. Сибай), пьесы «В поисках счастья», «Рыжая» и «Журавушка» шли на сценах театров Башкортостана и Татарстана.
Садыкова Мукарама ХафизовнаКниги — автор книг «Две пьесы», «Клятва на Алтынтау», «Знакомые», «Звезда и цветы», «Зов Жар-птицы», «Юлай учится читать». Книга «Писатели смеются. Сто десять баек» основана на остроумных высказываниях или забавных эпизодах из жизни её коллег: Мустая Карима, Диниса Исламова, Ангама Атнабаева, Гайнана Амири и многих других.

## Произведения
- Садыкова, М. Знакомые: Рассказы / М.Садыкова. — Уфа: Башкнигоиздат, 1959. — 88 с.
- Садыкова, М. Звезда и цветы: Рассказы / М.Садыкова. — Уфа: Башкнигоиздат, 1963. — 50 с.
- Садыкова, М. Первые находки: Рассказы. Уфа: Башкнигоиздат, 1969. — 44 с.
- Садыкова, М. Две пьесы / М.Садыкова. — Уфа: Башкнигоиздат, 1970. — 168 с.
- Садыкова, М. Две ели: Рассказы / М.Садыкова. — Уфа: Башкнигоиздат, 1973. — 158 с.
- Садыкова, М. Клятва на Алтынтау: Повесть / М.Садыкова. — Уфа: Башкнигоиздат, 1975. — 88 с.
- Садыкова, М. Зов Жар-птицы: Повесть / М.Садыкова. — Уфа: Башкнигоиздат, 1979. — 224 с.
- Садыкова, М. К вершинам: Повесть / М.Садыкова. — Уфа: Башкнигоиздат, 1981. — 288 с.
- Садыкова, М. Юлай учится читать: Рассказы / М.Садыкова. — Уфа: Баш-книгоиздат, 1985. — 32 с.
- Садыкова, М. После распутицы: Рассказы / М.Садыкова. — Уфа: Башкнигоиздат, 1986. — 296 с.
- Садыкова, М. Поздравительное письмо: Рассказы / М.Садыкова. — Уфа: Баш-книгоиздат, 1987. — 72 с.
- Садыкова, М. Журавушка: Пьесы / М.Садыкова. — Уфа: Китап, 2001. — 240 с.
- Садыкова, М. Через границы: Повести и рассказы / М.Садыкова. — Уфа: Китап, 2006. — 456 с.
- Садыкова, М. Писатели смеются / М.Садыкова. — Уфа: Издательский Дом «Чурагул», 2006. — 96 с.

## Награды и звания
Лауреат премии имени Фатиха Карима (2011).
Медаль «За доблестный труд в Великой Отечественной войне 1941—1945 гг.»